# Club Deportivo Valparaíso Ferroviarios
El Club Deportivo Valparaíso Ferroviarios fue un club de fútbol de Chile, con sede en la ciudad de Valparaíso. Fue fundado por los trabajadores de la Empresa de los Ferrocarriles del Estado el 15 de enero de 1926.
Desde 1926 formó parte de los torneos de la Liga Valparaíso de la Asociación de Football de Chile, donde consiguió los campeonatos de 1927 y 1936. 
De forma posterior, participó en las temporadas 1962 y 1963 del campeonato nacional de Segunda División, organizado por la Asociación Central de Fútbol.

## Historia

### Fundación y época amateur
Fue fundado por trabajadores de la Empresa de los Ferrocarriles del Estado el 15 de enero de 1926, luego de la fusión de siete clubes de las distintas secciones de la I Zona de ferrocarriles. En 1925 fue miembro fundador de la Asociación de Football de Valparaíso, pero al año siguiente se inscribió en la tradicional Liga Valparaíso de la Asociación de Football de Chile.

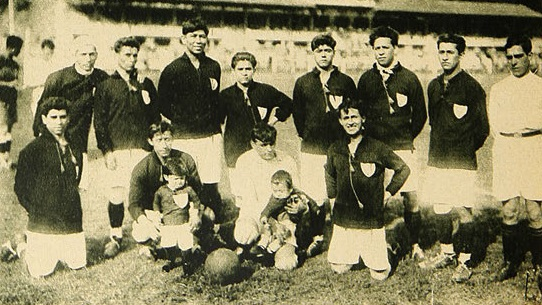
Valparaíso Ferroviarios campeón invicto de la Liga Valparaíso 1927.

En 1927, al derrotar en el último partido a Everton en el Sporting Club por 3:2, el Valparaíso Ferroviarios se coronó campeón de la Primera División de la Liga Valparaíso de forma invicta. En este equipo destacaban su capitán y entrenador Manuel Catalán —seleccionado nacional en el Sudamericano de Brasil 1922—, el interior Alejandro Carbonell, el goleador Plaza, y el back Eduardo Ruz. En esa misma temporada lograron quedarse también con la clásica Copa Sporting.
El domingo 4 de marzo de 1928 Valparaíso Ferroviarios enfrentó a Colo-Colo, club que hasta ese momento permanecía invicto desde que en julio de 1927 regresara de su gira internacional por América y Europa. Ante más de 5000 espectadores en los Campos de Sports de Ñuñoa de Santiago, el campeón porteño venció a Colo-Colo por 4 tantos a 2, pese a los reclamos de los jugadores de este que consideraron como viciada la jugada del empate parcial del Valparaíso Ferroviarios.
Para 1929 el club no pudo reeditar sus grandes actuaciones de años anteriores, debido a que sus principales figuras tuvieron que irse del club luego de ser castigados por largo plazo, luego de un incidente grave con un referee.

### Dos temporadas en el profesionalismo
Debido a la decisión de aumentar a dieciocho los clubes participantes de Primera División, la Asociación Central de Fútbol (ACF) aceptó la postulación de Valparaíso Ferroviarios —en conjunto con las postulaciones de San Antonio Unido, Luis Cruz Martínez y Municipal Santiago— para formar parte del campeonato profesional de Segunda División en 1962.
En su primera temporada en la división de ascenso ocupó el penúltimo lugar, ubicándose por arriba de Colchagua, que no descendió debido a que la ACF decidió aumentar los cupos de la categoría. Para 1963 las cosas no mejoraron para el conjunto ferroviario, ya que consiguieron solo dos victorias en toda la temporada. Al ubicarse en el fondo de la tabla de posiciones fueron desafiliados del fútbol profesional chileno.
Luego de su paso por el profesionalismo se inscribió en la Asociación Viña del Mar. En esta asociación se encontraba cuando cesó sus actividades cerca del año 1980.

## Uniforme
El uniforme titular del equipo consistía en una camiseta negra, y pantalones de color blanco.
| 1923 |

## Estadio
El club tuvo su primer estadio ubicado en las proximidades de la Estación Barón del Ferrocarril de Valparaíso a Santiago. Este recinto fue construido por la Asociación de Football de Chile en conjunto con la Asociación de Ferroviarios, que disponía de los terrenos. Fue inaugurado el 18 de agosto de 1922, tenía una capacidad para 12 000 espectadores y contaba con tribunas en tres de sus costados. Fue finalmente demolido en el año 1929.
El 20 de marzo de 1949 el equipo inauguró un nuevo Estadio Ferroviario, recinto con capacidad para 9500 espectadores, y que estaba ubicado en el límite de las ciudades de Valparaíso y Viña del Mar, en el cerro Esperanza. Fue construido gracias al apoyo de la Empresa de los Ferrocarriles del Estado, dirigida por Santiago Kegivic, así como de la Municipalidad de Valparaíso, instituciones que proporcionaron al club los más de $ 9 000 000 que costó el proyecto.
Además de la cancha de fútbol, el estadio contaba, entre otras instalaciones, con un gimnasio para la práctica del básquetbol con un aforo de 3000 espectadores.

## Jugadores

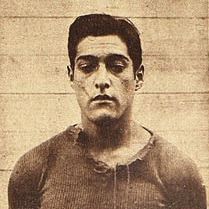
Alejandro Carbonell, integrante de la selección chilena en los Juegos Olímpicos de Ámsterdam 1928.

A lo largo de su historia, el único futbolista del club en ser convocado a la selección de fútbol de Chile fue el delantero Alejandro Carbonell, quien integró el plantel que participó en los Juegos Olímpicos de Ámsterdam 1928, disputando los encuentros frente a Portugal, el 27 de mayo, y Países Bajos, el 8 de junio. En el primero de estos contribuyó con un gol en la derrota de Chile por 2 tantos a 4 frente a la selección lusitana.

## Palmarés

### Torneos locales
- Liga Valparaíso (2): 1927,[5] 1936.
- Copa Sporting (1): 1927.[8]